# Katrin Garfoot
Katrin Garfoot (Eggenfelden, 8 de outubro de 1981) é uma ciclista profissional alemã-australiana com nacionalidade australiana. Como juvenil, na Alemanha, praticava atletismo e com 16 anos lhe disseram que podia ser boa ciclista devido ao seu perfil fisiológico mas ela recusou esses conselhos para dedicar-se a outras atividades. Em 2011 começou a disputar o calendário nacional australiano de ciclismo até que em 2013, com 31 anos, foi 4.ª no Campeonato Oceânico Contrarrelógio e ganhadora do Campeonato Oceânico em Estrada, nesse ano consegui várias vitórias no calendário amador o que lhe deu acesso em 2014 a participar com a sua selecção em carreiras internacionais. Em 2014 não desentonou e consegui aceitáveis resultados em carreiras internacionais destacando o 16.ª na Flecha Valona Feminina (pontuável para a Copa do Mundo), o 2.º na Gracia-Orlová e o 4.ª no Tour da Ilha de Zhoushan. Isso não passou despercebido para a Orica-AIS quem a alinhou estreiando como profissional em meados de 2014, com 32 anos,) sendo a sua primeira carreira o Giro d'Italia Feminino. Posteriormente tem seguido conseguindo bons resultados e vitórias em categoria profissional.

## Palmarés
- 2013
  - Campeonato Oceânico em Estrada

- 2014
  - 3.ª no Campeonato da Austrália em Estrada

- 2015
- Campeonato Oceânico Contrarrelógio 
  - 3.ª no Campeonato Oceânico em Estrada 
  - 1 etapa do Tour da Nova Zelândia Feminino

- 2016
  - Campeonato da Austrália Contrarrelógio  
  - Tour Down Under Feminino, mais 1 etapa
  - 1 etapa do Tour de Catar Feminino
  - Campeonato Oceânico Contrarrelógio 
  - Chrono Champenois-Trophée Européen
  - 3.ª no Campeonato do Mundo Contrarrelógio

- 2017
  - Campeonato da Austrália Contrarrelógio  
  - Campeonato da Austrália em Estrada  
  - 1 etapa da Emakumeen Euskal Bira
  - 3.ª no Campeonato Mundial Contrarrelógio 
  - 2.ª no Campeonato Mundial em Estrada

- 2018
  - Campeonato da Austrália Contrarrelógio  
  - 1 etapa do Santos Women's Tour

## Resultados em Grandes Voltas e Campeonatos do Mundo
Durante a sua carreira desportiva tem conseguido os seguintes postos nas Grandes Voltas femininas e nos Campeonatos do Mundo em estrada:
| Carreira               | 2013 | 2014 | 2015 | 2016 | 2017 |
| ---------------------- | ---- | ---- | ---- | ---- | ---- |
| Giro d'Italia          | -    | 28.ª | 39.ª | -    | -    |
| Tour de l'Aude         | X    | X    | X    | X    | X    |
| Grande Boucle          | X    | X    | X    | X    | X    |
| Mundial em Estrada     | -    | 48.ª | 29.ª | -    | 2.ª  |
| Mundial Contrarrelógio | -    | 11.ª | 4.ª  | 3.ª  | 3.ª  |

-: não participa

X: edições não celebradas

## Equipas
- Orica-AIS (2014[5]-2017)
  - Orica-AIS (2014-2016)
  - Orica-Scott (2017)